# Rodolphe de Faÿ de La Tour-Maubourg
Pour les articles homonymes, voir Fay, La Tour-Maubourg, Latour, De La Tour et Maubourg.
Rodolphe de Faÿ, vicomte puis comte de La Tour-Maubourg (° 8 octobre 1787 - Paris † 31 mai 1871 - Boissise-la-Bertrand), est un militaire, ambassadeur et homme politique français du XIXe siècle.

## Biographie
Troisième fils de Charles César de Faÿ, marquis de La Tour-Maubourg (1757-1831) et de Marie Charlotte Henriette Pinault de Thenelles (1760-1837), Rodolphe de La Tour-Maubourg entra au service comme sous-lieutenant en 1805, et fut reçu membre de la Légion d'honneur le 14 mars 1806.
Il fit la campagne de Prusse (1806) et de Pologne (1807), se distingua à Iéna et à Friedland.
Il passa, en 1810, en Espagne comme aide de camp du comte Caffarelli, et fut assez heureux pour sauver les jours de ce général, en affrontant seul la fusillade de l'ennemi, et en l'enlevant du champ de bataille, où il était resté étendu, frappé d'un coup de feu à la tête et abandonné, en avant d'une position dont il avait voulu expulser les Espagnols. La Tour-Maubourg se fit aussi remarquer, par sa conduite à Leira.
Rallié à la Restauration, M. de la Tour-Maubourg fut créé chevalier de l'ordre de Saint-Louis, et nommé colonel des chasseurs à cheval de la Meuse. Il devint gentilhomme de la chambre du roi et officier de la Légion d'honneur les 22 avril et 18 mai 1821.
Maréchal de camp (13 octobre 1821) sous-commandant d’une brigade de chasseurs-lanciers, lieutenant-général le 31 décembre 1835, inspecteur de cavalerie l'année suivante, grand officier de la Légion d'honneur le 13 avril 1835, il fut nommé pair de France le 19 avril de la même année, et admis à la retraite, avec son grade, le 24 mai 1848.

## État de services
- 13 octobre 1821 : Maréchal de camp ;
- 13 décembre 1821 - 23 juillet 1823 : Mis en disponibilité ;
- 23 juillet 1823 - 31 décembre 1823 : Inspecteur général de cavalerie ;
- 1er janvier 1824 - 31 décembre 1826 : Mis en disponibilité ;
- 31 décembre 1826 - 31 décembre 1827 : Commandant d'une brigade du camp de cavalerie ;
- 1er janvier 1828 - 7 mai 1828 : Mis en disponibilité ;
- 7 mai 1828 - 31 décembre 1828 : Inspecteur général de cavalerie dans les 18e, 19e et 21e divisions militaires ;
- 1er janvier 1829 - 4 août 1831 : Mis en disponibilité ;
- 22 mars 1831 : Compris dans le cadre d'activité ;
- 4 août 1831 - 1er février 1834 : Commandant de la 1re brigade de la division de cavalerie de l'armée du Nord ;
- 1er février 1834 - 8 juin 1835 : Mis en disponibilité ;
- 31 décembre 1835 : « Lieutenant général » puis « général de division » ;
- 19 avril 1835 - juillet 1848 : Pair de France ;
- 8 juin 1835 - 31 décembre 1835 : Commandant du département de la Nièvre ;
- 31 décembre 1835 - 30 mai 1837 : Mis en disponibilité ;
- 30 mai 1837 - 31 décembre 1838 : Inspecteur général du 6e arrondissement  de cavalerie ;
- 1er janvier 1839 - 22 janvier 1839 : Mis en disponibilité ;
- 22 janvier 1839 - 25 mai 1839 : Commandant de la division de dragons du « corps de rassemblement sur la frontière du Nord » ;
- 25 mai 1839 - 17 juin 1839 : Mis en disponibilité ;
- 17 juin 1839 - 31 décembre 1840 : Inspecteur général du 8e arrondissement de cavalerie ;
- 29 décembre 1840 - 23 février 1845 : membre du Comité de cavalerie ;
- 22 mai 1842 - 31 décembre 1842 : Inspecteur général du 9e arrondissement de cavalerie ;
- 11 juin 1843 - 31 décembre 1843 : Inspecteur général du 2e arrondissement de cavalerie ;
- 25 mai 1844 - 31 décembre 1844 : Inspecteur général du 5e arrondissement de cavalerie ;
- 23 février 1845 - 1er avril 1848 : Président du Comité de cavalerie ;
- 24 mai 1845 - 31 décembre 1845 : Inspecteur général du 7e arrondissement de cavalerie ;
- 27 mai 1846 - 31 décembre 1846 : Inspecteur général du 10e arrondissement de cavalerie ;
- 11 juin 1847 - 31 décembre 1847 : Inspecteur général du 2e arrondissement de cavalerie ;
- 1er avril 1848 - 24 mai 1848 : Mis en disponibilité ;
- 24 mai 1848 : Admis en retraite.

## Distinctions
|  |  |

- Légion d'honneur :
  - Légionnaire (14 mars 1806[2]), puis,
  - Officier (18 mai 1821[2]), puis,
  - Commandeur (28 avril 1841[1]), puis,
  - Grand officier de la Légion d'honneur (6 mars 1845[1]).
- Chevalier de Saint-Louis (16 octobre 1816).

## Armoiries
| Figure | Blasonnement |
|        | Armes du comte de La Tour-Maubourg, pair de France, De gueules à la bande d'or, chargée d'une fouine d'azur., SupportsDeux lions. Devise« Par toute voie chemine » ; Armes parlantes (Fouine (fayne en patois) ⇒ Faÿ). |